# Assynt

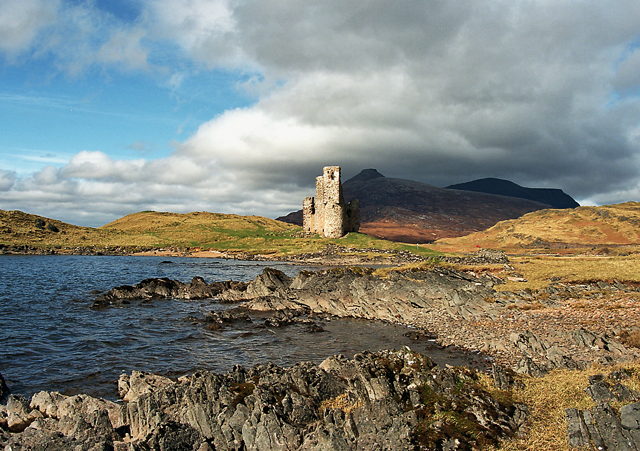
Ardvreck Castle am Loch Assynt

Der Assynt liegt im Nordwesten von Schottland und ist ein Bezirk im Westen der Grafschaft Sutherland.
Seit 1993 ist der größte Teil des Gebiets im Besitz der Genossenschaft Assynt Crofter's Trust.
Zu den touristischen Sehenswürdigkeiten zählen Ardvreck Castle und Calda House am Loch Assynt, An Dun (Clashnessie) und der Old Man of Stoer vor der Küste Assynts sowie die Falls of Kirkaig südlich von Lochinver. Die Orte Achmelvich, Clachtoll und Clashnessie bieten Sandstrände. Die Berge Conival, Quinag, Canisp, Cùl Mòr und Suilven zählen zu den höchsten Erhebungen der Gegend, der höchste Berg ist mit 998 m der Ben More Assynt. Ein beliebtes Ziel ist aufgrund seines felsigen Gipfelaufbaus, des relativ kurzen Zustiegs und der Aussicht der Stac Pollaidh. Der Eas a’ Chual Aluinn ist mit 200 Metern der höchste Wasserfall Großbritanniens.
Im Assynt befinden sich einige Höhlen, darunter die Bone Caves bei Inchnadamph, welche als tiefste Höhlen in Schottland gelten. Ihr Name bezieht sich auf prähistorische Funde; u. a. wurden hier Überreste von Bären, Rentieren, Wildkatzen und Menschen gefunden.
Folgende Orte gehören zum Assynt:
- Achmelvich
- Ardvar
- Balchladich
- Clachtoll
- Clashnessie
- Culkein
- Drumbeg
- Elphin
- Glencoul
- Inchnadamph
- Inverkirkaig
- Kylesku
- Lochinver
- Nedd
- Raffin
- Stoer